# 下北交通大畑線
大畑線（おおはたせん）は、下北交通が運営していた鉄道路線。青森県むつ市の下北駅で大湊線から分岐して下北半島を縦断し、下北郡大畑町（現・むつ市）の大畑駅までを結んでいたが、2001年に廃止された。旧日本国有鉄道（国鉄）の特定地方交通線である。

## 路線データ
- 区間（営業キロ）：下北 - 大畑 (18.0 km)
- 軌間：1,067 mm
- 駅数：8（起終点を含む）
- 複線区間：なし（全線単線）
- 電化方式：なし（全線非電化）
- 閉塞方式：スタフ閉塞式

## 歴史
津軽海峡に面した下北半島は日本の国防上重要な拠点で、陸奥湾側の拠点のあった大湊まで鉄道が開業したのは1921年（大正10年）のことであった。
翌年に制定された改正鉄道敷設法においても別表第1号に「青森縣田名部ヨリ大畑ヲ經テ大間ニ至ル鐡道」として規定された。建設理由は下北半島の開発と対北海道連絡線であった。明治の中頃（年月不明）に函館区長の常野正義が野辺地より大間まで鉄道を建設し、大間と函館を貨客船にて結び、東京 - 函館間の所要時間短縮を提唱し、1923年（大正12年）には函館にて海産商を営み、函館市議会議員を務めた阿部覚治が「大函館論（文化サークルの紅茶倶楽部·刊）」にて関門トンネルが着手されたことを引き出し、函館 - 大間間を海底鉄道トンネルで結ぶ構想を発表している。船舶の技術の進歩を考えても津軽海峡の強風や高い波を克服し、確実な輸送をするのは難しい。もし関門海峡のように海底鉄道トンネルが掘れるならばそのような問題は解決できると指摘した。実際、津軽海峡は潮流が速く複雑で四季を通じて激しい気象や海象が起き、瀬戸内海、玄界灘に並ぶ日本の三大海難所であるが、しばらく着手されることはなかった。
この予定線が建設線に昇格するのは、大間にあった大日本帝国陸軍津軽要塞の施設強化に伴うもので、1937年（昭和12年）に大間線第1期線として下北 - 大畑間が着工され、1939年（昭和14年）に開業した。この頃は、田名部の北に位置する樺山飛行場の資材運搬に利用された。大間までの予定線（大間線第2期線）も引き続いて建設が進められたが、太平洋戦争の戦局悪化にともなって1943年（昭和18年）12月に工事は中止された。
津軽海峡の対岸にあたる北海道の亀田半島においても同要塞への兵員や軍事物資輸送目的で戸井線が建設されていたが、これも未成のまま工事が中止されている。
戦後しばらくは、海産物や木材の輸送で活況を呈したが次第に減少し、1980年に国鉄再建法が成立すると第1次特定地方交通線に指定された。協議会では一時バス転換に傾いたものの、1984年になって南部縦貫鉄道が、自社路線（1997年休止、2002年廃止）と野辺地駅で接続する大湊線とセットでの引受を表明。これに対し地元のバス会社「下北バス」が経営地盤の防衛から引受けを表明し、一転して鉄道として存続することとなった。同じ青森県の弘南鉄道に1984年に引き継がれた黒石線（1998年廃止）とともに、特定地方交通線が第三セクター企業ではなく、純民間資本の企業に引き継がれた希な例であったが、私鉄ではなくバス会社の鉄道引受としては唯一の例である。
下北バスには、鉄道経営の経験はなかったが、バス事業で関係のあった京浜急行電鉄の指導を受け、1984年に社名を「下北交通」に改称。1985年7月に大畑線の営業を引き継いだ。しかしその後も経営は苦しく、車両や施設の老朽化も相まって、結局廃止されることとなった。当初は2001年6月1日廃止予定だったが、2か月早められ2001年4月1日に廃止された。

### 年表
- 1939年（昭和14年）12月6日：大畑線下北 - 大畑間 (18.0 km) 開業（全通）。
- 1960年（昭和35年）2月25日：気動車を投入[6]。
- 1966年（昭和41年）12月15日：海老川駅新設（1960年（昭和35年）頃から同所に仮乗降場があった）。
- 1968年（昭和43年）
  - 5月16日：9時48分頃発生した十勝沖地震により被害を受け不通[7]。
  - 5月24日：国鉄盛岡鉄道管理局長が『大畑線の廃止もあり得る』と発言し、地元で問題化[7]。
  - 7月13日：復旧工事開始[7]。
  - 10月31日：復旧工事が終わり、168日ぶりに運転再開[7]。
- 1979年（昭和54年）2月1日：貨物営業廃止。
- 1981年（昭和56年）9月18日：第1次特定地方交通線として廃止承認。
- 1985年（昭和60年）7月1日：国鉄大畑線廃止、下北交通に転換。
- 1995年（平成7年）12月1日：樺山駅を冬季休業化（以後毎年3月31日まで休業）
- 2001年（平成13年）4月1日：廃止。

## 運行形態
1日10往復ほどの運行だった。転換時点で列車交換の可能な駅はなく、全線1閉塞となっていた。
国鉄時代は大湊発着で、野辺地駅 - 大湊駅 - 大畑駅という運転系統もあった。夜間滞泊も大湊駅を使っていたが、下北交通への転換で大畑駅に車庫が設置され、大畑駅に車両を留置するダイヤになった。当線から大湊駅への直通もなくなった。

## 駅一覧
全駅が青森県に所在
| 駅名       | 営業キロ | 営業キロ | 接続路線               | 所在地                      |
| 駅名       | 駅間     | 累計     | 接続路線               | 所在地                      |
| ---------- | -------- | -------- | ---------------------- | --------------------------- |
| 下北駅     | -        | 0.0      | 東日本旅客鉄道：大湊線 | むつ市                      |
| 海老川駅   | 1.4      | 1.4      |                        | むつ市                      |
| 田名部駅   | 1.7      | 3.1      |                        | むつ市                      |
| 樺山駅     | 4.8      | 7.9      |                        | むつ市                      |
| 陸奥関根駅 | 2.7      | 10.6     |                        | むつ市                      |
| 川代駅     | 2.6      | 13.2     |                        | むつ市                      |
| 正津川駅   | 2.3      | 15.5     |                        | 下北郡大畑町 （現・むつ市） |
| 大畑駅     | 2.5      | 18.0     |                        | 下北郡大畑町 （現・むつ市） |

- 樺山駅は12月1日 - 3月31日の間営業休止
- 大畑駅で大間線が接続する計画があったが、未成線に終わっている。

## 代替バス
下北交通はバスが本業であったため、自社によるバス代替運行を開始した。当初は下北駅 - 大畑駅間を運行し廃止された田名部駅も経由していたが、のちに佐井線と統合された系統となり、現在は朝晩を除き下北駅 - 佐井車庫間の運行となり、田名部駅も経由しなくなった。

## 輸送・収支実績
| 年度 | 旅客輸送人員（千人） | 一日1 km平均通過人員（人） | 鉄道業営業収入（千円） | 鉄道業営業費（千円） |
| ---- | -------------------- | -------------------------- | ---------------------- | -------------------- |
| 1985 | 348                  | 911                        | 81,878                 | 91,592               |
| 1986 | 414                  | 811                        | 96,099                 | 116,057              |
| 1987 | 390                  | 717                        | 89,095                 | 133,160              |
| 1988 | 353                  | 558                        | 80,779                 | 131,101              |
| 1989 | 340                  | 537                        | 78,332                 | 136,289              |
| 1990 | 333                  | 513                        | 65,896                 | 105,442              |
| 1991 | 336                  | 520                        | 65,799                 | 102,545              |
| 1992 | 331                  | 519                        | 62,552                 | 116,866              |
| 1993 | 298                  | 465                        | 62,902                 | 124,585              |
| 1994 | 271                  | 423                        | 63,339                 | 131,770              |
| 1995 | 254                  | 405                        | 61,384                 | 125,491              |
| 1996 | 252                  | 399                        | 60,781                 | 113,218              |
| 1997 | 239                  | 367                        | 56,702                 | 113,323              |
| 1998 | 237                  | 358                        | 54,477                 | 114,670              |
| 1999 | 220                  | 362                        | 52,660                 | 108,501              |
| 2000 | 223                  | 389                        | 58,948                 | 118,687              |

- 民鉄主要統計『年鑑日本の鉄道』1988年-2003年

## 車両
国鉄からキハ22形3両（キハ22 149・150・151）の譲渡を受け、便所・デッキの撤去、ワンマン運転対応のための整理券発行機の設置、車体塗色変更（白地に赤色）を実施し、形式をキハ85形（キハ85-1・2・3）として投入した。
3両とも廃止まで使用され、廃止後は3両とも大畑駅跡において民間の趣味者団体「大畑線キハ85動態保存会」により動態保存されている。